# ارنبه، ادلب
ارنبه (به عربی: أرنبة) یک روستا در سوریه است که در ناحیه احسم واقع شده‌است. ارنبه ۱٬۳۷۶ نفر جمعیت دارد.